# Manabu Wakabayashi
Manabu Wakabayashi (若林 学 Wakabayashi Manabu?, nacido el 3 de junio de 1979 en Tochigi) es un futbolista japonés que se desempeñaba como delantero.

## Trayectoria

### Clubes
| Club            | País  | Año         |
| --------------- | ----- | ----------- |
| Hitachi Tochigi | Japón | 1998 - 2003 |
| Tochigi SC      | Japón | 2004 - 2005 |
| Omiya Ardija    | Japón | 2005 - 2007 |
| Ehime FC        | Japón | 2008        |
| Tochigi SC      | Japón | 2009        |
| Tochigi Uva FC  | Japón | 2010 -      |